# كينارد كوكس
كينارد كوكس (بالإنجليزية: Kennard Cox)‏ هو لاعب كرة قدم أمريكية أمريكي، ولد في 17 أغسطس 1985.

## وصلات خارجية
- كينارد كوكس على موقع مرجع كرة القدم المحترفة.كوم (الإنجليزية)